# Alice Smith

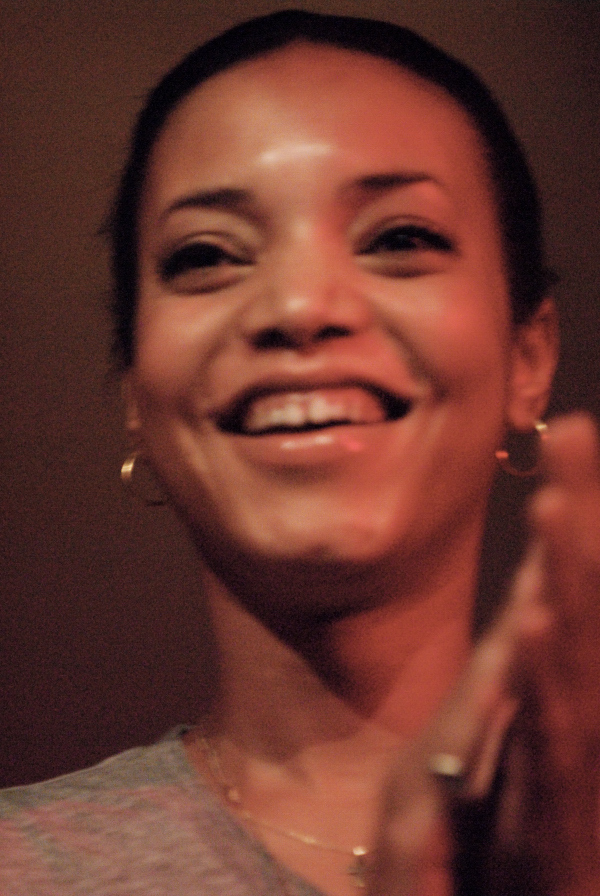
Alice Smith beim Black Lily Film & Music Festival (2007)

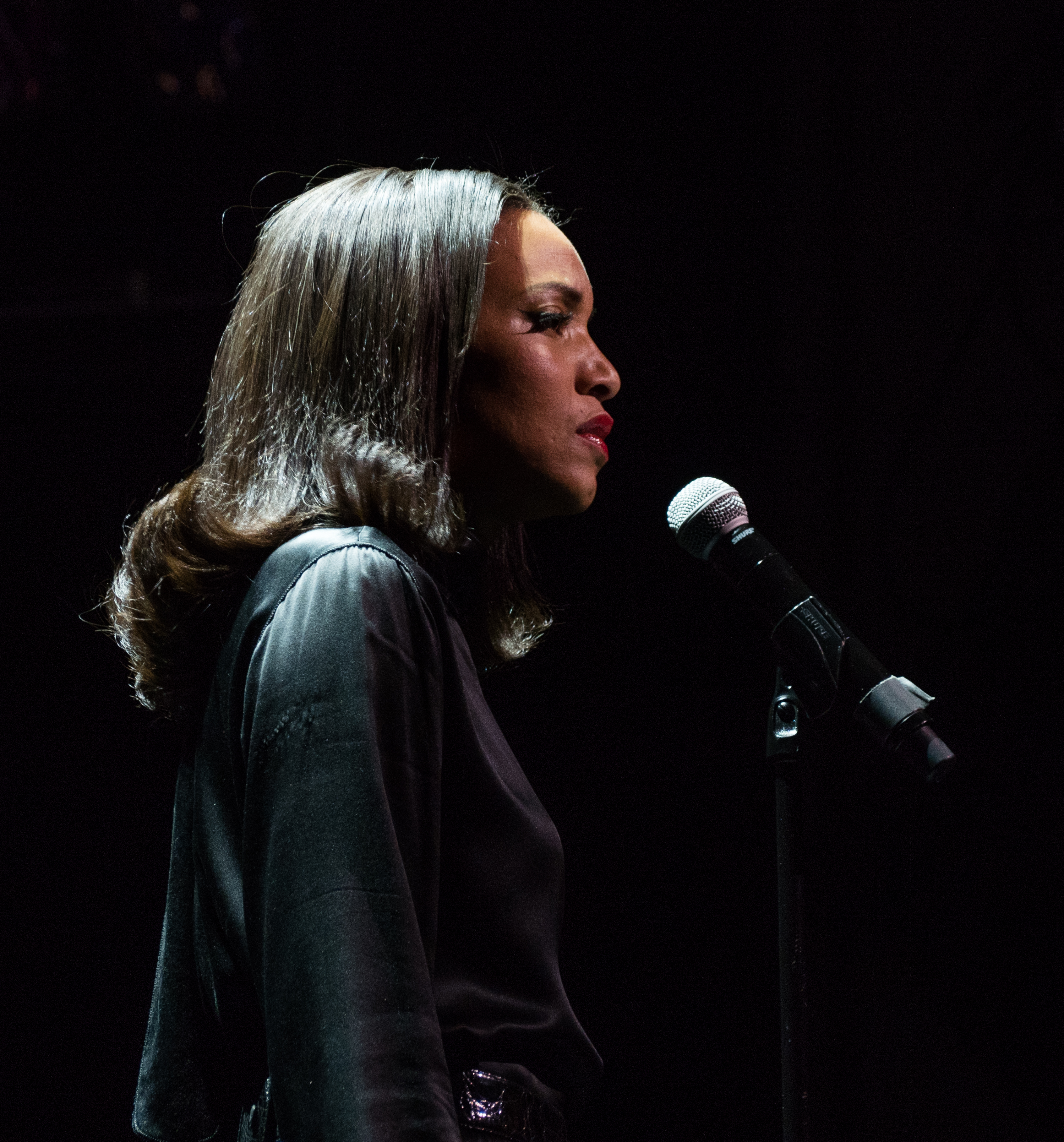
Alice Smith bei einem Auftritt im Apollo Theater (2019)

Alice Smith (* 30. November 1977) ist eine US-amerikanische Sängerin und Songwriterin. Ihre Musik ist ein Mix aus Rock, R&B, Blues, Jazz und Soul.

## Biografie
Alice Smith wuchs in Washington, D.C. und auf der Farm ihrer Großmutter in Georgia auf. In den späten 1990er Jahren studierte sie an der Fordham University in New York. In ihrer Familie hörte sie ständig Musik unterschiedlicher Stilrichtungen. Während des Studiums sang sie in verschiedenen Musikgruppen.
2006 kam ihr Debütalbum For Lovers, Dreamers & Me auf den Markt, das positive Kritiken erhielt. Das Magazin Rolling Stone zählte sie zu den 10 Musikern, die 2006 zu beobachten seien. Smith wurde zu Fernsehshows eingeladen, und der Song Dream wurde 2008 für einen Grammy in der Kategorie Best Urban/Alternative Performance nominiert.
Weitere Aufnahmen folgten, wurden jedoch nicht veröffentlicht. Smith bekam eine Tochter und zog von New York nach Los Angeles. Nach vier Jahren wurde ihr Vertrag mit Epic Records beendet. Während dieser ganzen Zeit hatte sie zahlreiche ausverkaufte Auftritte.
2011 sang Smith zusammen mit Aloe Blacc den Song Baby für das Album Red Hot + Rio 2. Ihren Song Fire nahm auch Stefanie Heinzmann 2012 für ihr drittes Album auf. 2013 kam das zweite Album She von Alice Smith heraus, das über Crowdfunding finanziert wurde.
2013 sang Smith den Song Cry auf Eric Claptons Crossroads Guitar Festival im Madison Square Garden. 2014 veröffentlichte Prince auf seinem Album Plectrumelectrum den Song Anotherlove, den Alice Smith mitgeschrieben hatte. Im gleichen Jahr trat Smith, wie schon 2012, beim Afro-Punk-Festival auf.
2015 trug Alice Smith ihre Version von I Put a Spell on You zum Album Nina Revisited... A Tribute to Nina Simone bei.
2018 war Smith’s Song Fool For You in der Fernsehserie Gotham zu hören, die auf dem Batman-Comicuniversum basiert.
2019 wirkte Smith beim 50-jährigen Jubiläum des Harlem Cultural Festival mit. Ebenfalls 2019 erschien ihr drittes Album Mystery.

## Diskografie
- 2006: For Lovers, Dreamers & Me
- 2013: She
- 2019: Mystery